# Karel Baroch
Karel Baroch (15 marzo 1939 – 20 settembre 2001) è stato un cestista e allenatore di pallacanestro cecoslovacco.

## Carriera
Con la Cecoslovacchia ha disputato quattro edizioni dei Campionati europei (1965, 1967, 1969, 1971).

## Palmarès

### Giocatore
- Campionato cecoslovacco: 5

Slavia VŠ Praga: 1964-65, 1965-66, 1968-69, 1970-71, 1971-72
- Coppa delle Coppe: 1

Slavia VŠ Praga: 1968-69